# گرگ گیبسون (کشتی‌گیر)
گرگ گیبسون (انگلیسی: Greg Gibson؛ زادهٔ ۲۰ نوامبر ۱۹۵۳) کشتی‌گیر اهل ایالات متحده آمریکا بود.
از باشگاه‌هایی که در آن بازی کرده‌است می‌توان به فیلادلفیا ایگلز اشاره کرد.
وی در مسابقات کشوری و بین‌المللی در مجموع برندهٔ ۹ مدال طلا، ۷ مدال نقره، ۲ مدال برنز شده‌است.